# Stenoptilodes taprobanes
Stenoptilodes taprobanes is een vlinder uit de familie vedermotten (Pterophoridae). De wetenschappelijke naam is voor het eerst geldig gepubliceerd in 1875 door Felder & Rogenhofer.
De soort komt voor in Europa.